# Stars 80 (film)
Pour les articles homonymes, voir Stars 80.
Ne doit pas être confondu avec le film américain sorti en 1983, Star 80.
 (juillet 2025).
Si vous disposez d'ouvrages ou d'articles de référence ou si vous connaissez des sites web de qualité traitant du thème abordé ici, merci de compléter l'article en donnant les références utiles à sa vérifiabilité et en les liant à la section « Notes et références ».
Série
Stars 80, la suite
(2017)
Pour plus de détails, voir Fiche technique et Distribution.
Stars 80 est un film français de Frédéric Forestier et Thomas Langmann, sorti en 2012.

## Synopsis
Vincent et Antoine, deux fans des années 1980, dirigent une petite société de spectacle qui fait tourner des sosies dans toute la France. Entre déboires sentimentaux et caprices de leurs pseudo-vedettes, l'affaire finit par péricliter. À la veille du dépôt de bilan, ils retrouvent un carton de vieux 45 tours : Jeanne Mas, Jean-Luc Lahaye, Lio, Desireless, Peter & Sloane, François Feldman, Début de soirée, Images, Cookie Dingler, Sabrina, Gilbert Montagné, tous les tubes des années 1980. Immédiatement, l'étincelle jaillit : pourquoi ne pas faire remonter sur scène les vraies stars des années 1980 ? Les deux producteurs partent alors en quête de ces vedettes oubliées et montent une tournée de concerts qui débutera dans la galère avant de cartonner en province et triompher au Stade de France.

## Fiche technique
- Titre original : Stars 80
- Titre de travail : Stars des années 80
- Réalisation : Frédéric Forestier et Thomas Langmann
- Scénario : Karine Angeli et Pascal Bourdiaux
- Décors : Carlos Conti
- Musique : Marc Chouarain
- Producteurs : Thomas Langmann et Emmanuel Montamat
- Production : La Petite Reine, TF1 Films Production, Canal+, Studio 37
- Distribution :  France : Warner Bros. France
- Durée : 107 minutes
- Budget : 19 950 000 euros[1]
- Date de sortie :
  - France : 24 octobre 2012

## Distribution
- Richard Anconina : Vincent
- Patrick Timsit : Antoine Miller
- Bruno Lochet : Willy, le chauffeur de bus
- Début de soirée eux-mêmes
- Desireless elle-même
- Christian Dingler Cookie
- Émile et Images eux-mêmes
- François Feldman lui-même
- Patrick Hernandez lui-mème
- Joniece Jamison une chanteuse
- Jean-Luc Lahaye lui-même
- Alec Mansion Alec
- Lio elle-même
- Jean-Pierre Mader lui-même
- Jeanne Mas elle-même
- Gilbert Montagné lui-même
- Peter et Sloane eux-mêmes
- Sabrina Sabrina Salerno
- Jean Schultheis lui-même
- Franck Provost un homme
- Marc Toesca le présentateur du concert
- Nikos Aliagas un journaliste
- Claire Chazal la présentatrice TV
- Michel Drucker (voix)
- Valéry Zeitoun le producteur de musique
- Éric Naggar : M. Guitéra, le banquier
- Marc Andreoni : le patron du kebab
- Caroline Loeb : la mère du patron du kebab
- Anthony Dupray : un prisonnier
- Juliet Lemonnier : Camille
- Andy Cocq : Gilles
- Charline Paul : la réceptionniste de l'hôtel à Rouen
- Arnaud Humbert : le régisseur de la tournée
- Jean-Yves Cylly et Vincent Remoissenet : les journalistes
- Farah Benamour : une danseuse au Stade de France

## Production

### Genèse
En 2006, deux producteurs, Hugues Gentelet et Olivier Kaefer, ont l'idée de créer la RFM Party 80, un spectacle musical qui réunit des chanteurs des années 1980 interprétant uniquement leurs tubes. Ils demandent à Cookie Dingler, Sabrina, Lio, Jean-Pierre Mader, Émile et Images de faire cinq concerts sans être payés. Devant le succès de ces tests, une tournée est organisée dans les plus grandes salles de France. En particulier au Stade de France le 17 mai 2008 et au Palais omnisports de Paris-Bercy le 22 mars 2012.
C'est leur aventure qui est racontée sur un mode comique d'autodérision dans ce film, dans lequel les chanteurs jouent leur propre rôle, tandis que les personnages de Hugues Gentelet et Olivier Kaefer sont retranscrits à travers les personnages de Vincent Richet et Antoine Miller, interprétés par Richard Anconina et Patrick Timsit.

### Lieux de tournage
- 7e arrondissement de Paris
  - Restaurant l'Esplanade
- Zénith de Paris
- Seine-Saint-Denis
  - Stade de France
- New York
- Boussy-Saint-Antoine
  - Centre Commercial Cora Val Yerres 2
- Théâtre du Luxembourg
- Meaux (centre-ville)
- Biscarrosse-Lac (L'Ydille Café)
- Clermont Ferrand
  - La Coopérative de mai (grande salle)

## Bande originale
Sauf indication contraire ou complémentaire, les informations mentionnées dans cette section proviennent du générique de fin de l'œuvre audiovisuelle présentée ici.
- I Was Made for Lovin' You de Kiss de 1979 (Vincent et Antoine marchent dans le couloir de la prison en passant le long des cellules ; ils chantent sur la scène dans la cantine de la prison).
- Macumba par Jean-Pierre Mader de 1985 (Vincent et Antoine chantent assis sur le canapé chez Vincent ; Vincent et Antoine chantent au téléphone à Jean-Pierre Mader, flatté ; ouverture du spectacle à Rouen).
- Femme libérée par Cookie Dingler de 1984 (Vincent et Antoine chantent assis sur le canapé chez Vincent ; Vincent et Antoine chantent à Christian Dingler au Zénith à Saint-Étienne.
- On va s'aimer par Gilbert Montagné de 1983 (sur le tourne-disque chez Vincent ; le rappel du spectacle au Stade de France).
- Amoureux solitaires par Lio de 1980 (sur le tourne-disque chez Vincent).
- C'est l'amour par Léopold Nord et Vous de 1987 (Vincent et Antoine chantent à Valéry Zeitoun dans son bureau ; Vincent et Antoine chantent à Alec Mansion dans le studio d'enregistrement ; spectacle à Clermont-Ferrand ; générique de fin : la troupe chante dans le restaurant après le spectacle à Rouen).
- Enola Gay par Orchestral Manoeuvres in the Dark de 1980 (Vincent et Antoine quittent la terrasse du café sans payer, ils roulent sur l'autoroute pour aller convaincre les chanteurs).
- Speak Softly Love (Love Theme from The Godfather) de Nino Rota de 1972.
- Débarquez-moi par Jean-Luc Lahaye de 1987 (Jean-Luc Lahaye fait expulser Vincent et Antoine par les videurs de sa boîte de nuit).
- Les Valses de Vienne par François Feldman de 1989 (pour éviter le hérisson qui traverse la route, François Feldman braque le volant de sa voiture qui fait un tête-à-queue et un tonneau).
- Nuit de folie par Début de soirée de 1988 (dans le cadre de porte de la cuisine du restaurant Amigo Arkadas ; générique de fin : la troupe chante dans le restaurant après le spectacle à Rouen).
- Les Démons de minuit par Émile et Images de 1986 (Vincent et Antoine chantent à Émile et Images).
- Ève lève-toi de Julie Pietri de 1986 (générique de fin : la troupe chante dans le restaurant après le spectacle à Rouen).
- Disparue par Jean-Pierre Mader de 1984 (la troupe chante dans le restaurant après le spectacle à Rouen).
- Confidence pour confidence par Jean Schultheis de 1981 (la troupe chante dans le restaurant après le spectacle à Rouen).
- Plus près des étoiles de Gold de 1985 (la troupe chante dans le restaurant après le spectacle à Rouen).
- Besoin de rien, envie de toi par Peter et Sloane de 1984 (spectacle à Clermont-Ferrand ; générique de fin : la troupe chante dans le restaurant après le spectacle à Rouen).
- Joue pas par Joniece Jamison et François Feldman de 1989 (spectacle à Reims).
- En rouge et noir par Jeanne Mas de 1986 (le public chante spontanément après le spectacle à Reims, pour convaincre Jeanne Mas au téléphone qu'il ne l'a pas oubliée).
- Living in America par James Brown de 1987 (Vincent et Antoine vont à New York).
- Oh My Lord (dans l'église à New York).
- Voyage, Voyage par Desireless de 1986 (spectacle à Strasbourg).
- Les brunes comptent pas pour des prunes par Lio de 1986 (spectacle à Amiens).
- Call Me par Blondie de 1980.
- Boys (Summertime Love) par Sabrina de 1987.
- The Big Blue Overture d'Éric Serra de 1988 (Sabrina jaillit de l'eau sous les yeux de Vincent, subjugué).
- L'Été indien de Joe Dassin de 1975 (la troupe chante dans le restaurant).
- Elle a les yeux revolver de Marc Lavoine de 1985 (la troupe chante dans le restaurant).
- You Can Leave Your Hat On par Joe Cocker de 1986 (Christian Dingler, ivre, se déshabille maladroitement dans sa chambre d'hôtel).
- Sweet Dreams (Are Made of This) par Eurythmics de 1983.
- Femme que j'aime par Jean-Luc Lahaye de 1982.
- Wonderful Life par Black de 1986.
- Champs-Élysées par Jean-Pierre Bourtayre et Jean-Claude Petit de 1982.
- Born to Be Alive par Patrick Hernandez de 1978 (ouverture du spectacle au Stade de France).
- Sorry Seems to Be the Hardest Word par Elton John de 1976.
- Dream par P. Lion de 1984.
- Toute première fois par Jeanne Mas de 1984 (au Stade de France).
- Le Chanteur de Daniel Balavoine de 1978 (générique de fin : la troupe chante dans le restaurant après le spectacle à Rouen).
- Le Blues du businessman de Michel Berger et Luc Plamondon de 1978 (générique de fin : la troupe chante dans le restaurant après le spectacle à Rouen).
- The Godfather Finale de Nino Rota de 1972.
- Gotta Go Home (en) par Boney M. de 1979.

## Accueil
Le film totalise 1 809 617 spectateurs en 7 semaines.

### Accueil critique
En France, le site Allociné propose une note moyenne de 2,2⁄5 à partir de l'interprétation de critiques provenant de 17 titres de presse.

### Box-office
- France : 1 866 509 entrées[4] (fin d'exploitation après 12 semaines à l'affiche).
- Doté d'un budget de 19 953 933 €, le film est un échec commercial, ne rapportant que 12  906  433 €[5].

## Analyse